# سمریلو
سمریلو (به ایتالیایی: Smerillo) یک کومونه در ایتالیا است که در استان فرمو واقع شده‌است. سمریلو ۱۱٫۳ کیلومتر مربع مساحت و ۴۱۴ نفر جمعیت دارد و ۸۰۶ متر بالاتر از سطح دریا واقع شده‌است.